# قصر المؤتمرات (بغداد)
 قصر المؤتمرات هو قصر متخصص لإقامة المؤتمرات الكبرى والاجتماعات الرئاسية والفعاليات الرسمية ذات الأهمية. تأسس مطلع الثمانينات من القرن الماضي وجُهّز بأحدث الوسائل التقنية ليكون أهم قصر للمؤتمرات في الشرق الأوسط حينها.
ضُمّ القصر لوزارة الثقافة وشُكلت دائرة قصر المؤتمرات سنة 1981، وشهد عشرات المؤتمرات الدولية وزارة الكثير من رؤساء الدول والشخصيات الوازنة، كما عُقدت فيه اجتماعات الجمعية الوطنية الانتقالية عام 2005، ثم تم إشغاله من قبل مجلس النواب العراقي في العام نفسه.

## تاريخ الانشاء
حتى سنة ١٩٨٠ لم تكن في العراق منشآت فخمة تضم قاعات كبيرة متخصصة لعقد المؤتمرات ، إذ لم توجد آنذاك سوى قاعات السينما المعروفة،وكانت هناك قاعتان هما قاعة الخلد في كرادة مريم والتي كانت تشهد حفلات غنائية وقاعة الشعب التي تقع في باب المعظم التي أنشئت في منتصف الأربعينيات باسم قاعة الملك فيصل الثاني وتتسع لنحو(٥٠٠) شخص وكانت تقام فيها عروض فنية وأزياء وغيرها من النشاطات الثقافية.
```
   في عام 
١٩٧٨
 بدأت فكرة إنشاء مبنى فخم يحتضن المؤتمرات الدولية ولاسيما بعد الاتفاق على عقد قمة مؤتمر عدم الانحياز في بغداد المقررة عام 
١٩٨٢
،
[
3
]
 رتبت الحكومة العراقية مسابقة معمارية دولية تمت دعوتها في ربيع عام 
1978
 لتصميم قصر مؤتمرات للمؤتمرات الدولية الكبيرة. كان الفائز المهندس المعماري الفنلندي هيكي سيرين 
Heikki Siren
  
١٩١٨
 - 
٢٠١٣
 وتم تصميم المبنى للعمل على مبدأ متعدد الأغراض فالوحدات الوظيفية المختلفة ابتداءاً من القاعة الكبرى الى غرف الاجتماعات ووحدة الإدارة والمطاعم إلخ ، تعمل بشكل مستقل تماماً دون إزعاج الوظائف التي تحدث في مكان آخر.
[
4
]
```

## الموقع والمساحة
يقع القصر في بغداد كرادة مريم ، التي أصبحت تعرف لاحقا بـ  المنطقة الخضراء ، حيث توجد مقرات رئاسة الوزراء ،والقصر الجمهوري والمجلس الوطني، ووزارة التصنيع العسكري ،و وزارة الدفاع ،فندق الرشيد، إضافة إلى عدة قصور وتضم ساحة الاحتفالات الكبرى ،ونصب الجندي المجهول،  وتوجد عدد من السفارات في المنطقة الخضراء أكبرها السفارة الأمريكية، والبريطانية واليابانية والإيطالية والهولندية وغيرها. كما توجد بعثة منظمة الأمم المتحدة في العراق يونامي.
كان يُعد المبنى الأكثر تطوراً في الشرق الأوسط ، كَلف قصر المؤتمرات (230) مليون دولار و شُيد المبنى على أرض مساحتها (62) ألف متر مربع، منها ( 25 ) ألف متر مربع للمبنى نفسه، والباقي (37) ألف متر مربع خصص للحدائق والنافورات ومواقف السيارات .

## الشركة المنفذة
تم الاتفاق مع مجموعة IRCO الفنلندية بتنفيذ هذا المشروع الضخم ، وتضم أربع شركات فنلندية هي Alfred A Palmberg ab, Lemmenkaonen, Teraspetoni, Polar .  وتعد شركة (لمّنكاينن) الفنلندية المتخصصة بالبناء والعمران من أشهر وأقدم الشركات العالمية التي تأسست عام 1910 التي شيدت (قصر المؤتمرات) ببغداد فضلاً عن عدد من المشاريع الأخرى في العراق، تم التنفيذ بجدول زمني ضيق للغاية ، على الرغم من توقف العمل في خريف 1980 بسبب الحرب مع إيران وافتتح عام 1982 ، 
شكل القصر كتلة واحدة حول قاعات مركزية مفتوحة تمتد حتى ثلاثة طوابق ، المبنى ذو هيكل خرسانى مع فولاذ في القاعة الكبرى والصالة المركزية ، واستند الأسلوب الوحشي الضخم للمبنى على التقليد الغربي الحداثي.
وقد استخدم في الواجهات نوعان من الاكساء، الأول الخرسانة بلونها الرصاصي ، والثاني استخدام المرمر الإيطالي الأبيض مع البلاط المزجج المزرق المستخدم كمواد مواجهة احتراماً للتراث البابلي، وكان تصميم الجدران الخارجية متأثراً بأثر المناخ باستثناء الجانب الشمالي الشرقي ، فإن الواجهة الزجاجية والألمنيوم محمية صممت للحماية من الشمس فضلاً عن  الكتل خرسانية المقعرة التي تسمح للهواء الخارجي بالتدفق لمحيط بالمبنى.
```
التصميم الداخلي للمبنى مكون من الجرانيت البرتغالي والرخام الإيطالي ولاسيما في الردهات المركزية في أرضية المدخل،  ايضاً تجهيزالسجاد ومفروشات ناعمة مختلفة وجلد في قاعات المؤتمرات والجناح الرئاسي التي صممت من قبل Antti Nurmesniemi .
```

يحتوي مبنى القصر على:-

مصمم قصر المؤتمرات

- صالة تشريفات كبيرة بمدخلين وجيه والآخر لدخول الموظفين ويتوسطها صالة مركزية تستخدم لإقامة المعارض الفنية والفعاليات الاخرى.
- جناح رئاسي في برج دائري بمدخل خاص به ومكاتب وغرف استقبال .
- القاعة الكبرى تتسع لـ 123 وفوداً من خمسة أعضاء و 1100 مشارك آخر، ومقاعد عامة لـ 2100.
- قاعة رقم (3) تتسع ل 400 شخص تستخدم لإقامة المؤتمرات الرسمية .
- قاعة رقم (4) تتسع ل 350 شخص تستخدم حالياً لانعقاد جلسات مجلس النواب العراقي.
- قاعات عدد (2) وتتسع الواحدة منها (200) شخص وتستخدم لإقامة الندوات والمؤتمرات.
- القاعة الدستورية والتي تستخدم كقاعة اجتماعات.
- غرف اجتماعات دائرية عدد (10).
- المرافق التي تخدم مناطق المؤتمرات الرئيسية، الاقسام الإدارية، غرف الترجمة الفورية، والطباعة، وغيرها من المرافق الإعلامية.
- مطعم وبرادات ومخازن ومرافق الصيانة وموقف سيارات داخليوالمخازن والبرادات ومواقف السيارات.
- منظومات تقنية خدمية وفنية متطورة جداً بما في ذلك محطة إرسال تلفزيونية وإذاعية ووحدة طباعة، وغرف للآلات، ومحطة للإسعافات الأولية.
- ممشى لدخول رؤساء الدول والوفود إلى منطقة القصر من خلال بوابة تتكون من عمودين ضخمين من الجرانيت أمام المدخل الرئيسي. تم توجيه حركة المرور الأخرى عبر البوابة الجنوبية.
- بجانب المبنى منطقة وقوف السيارات متعددة الطوابق والمركز التقني في مبنيين منفصلين.
- سمح مخطط الأرضية المدمج في القصر باستخدام باقي الموقع كحديقة مع بساتين النخيل وطرق للمشاة وحمامات سباحة.

شهد قصر المؤتمرات العشرات من المؤتمرات الدولية والمحلية أهمها مؤتمر القمة العربية عام 1990  ، ثم شهد اجتماعات الجمعية الوطنية عام 2004-2005، ثمَّ مجلس النواب العراقي الذي اتخذه مقراً مؤقتاً له ، كما تعقد في بعض قاعاته نشاطات ومؤتمرات وندوات واحتفالات متنوعة.

## الأعمال الفنية
تم اختيار أعمال من كبار الفنانين العراقيين المنحوتات واللوحات   اذ كان هناك اهتمام كبير بالنصب والأعمال الفنية التي يحتويها المبنى منذ إنشائه ولا يزال زاخراً بالكثير من الأعمال ومن أهمها :- 
نصب  دجلة والفرات  والذي يُطلق عليه أيضاً  نصب النخلة العراقية  للفنان الراحل إسماعيل فتاح الترك 1934 ـ 2004 الذي يُعد من أبرز رموز الحداثة الفنية العراقية.
نُفذ هذا النصب ليكون داخل مبنى قصر المؤتمرات، أراد الترك أن يُحقق صلةً بين التراث والبيئة العراقية من جهة والطرز المعاصرة من جهة أخرى لذا كان الرخام الأبيض خيار الفنان الذي يتناسق مع أرضية وجدران القصر، إحساساً منه بأنَّ المكان واحة لهذا العمل فكان استخدام جذع النخلة المجردة لتكون رمزاً لها بجعلها قطعتين مع حركات انسيابية متوازية إشارة إلى نهري دجلة والفرات الخالدين، ويكون كرب النخيل تموجاتٍ لمياه النهرين اللذين يشكلان يدين تمثل العطاء . 
ولا غرابة أن يُقيم إسماعيل الترك هذا العمل بأنه ثاني أهم أعماله بعد  نصب الشهيد .
وبمجرد اكتمال العمل عام 1982 اُستبدل بالعام نفسه بتمثال اللحمة الوطنية لشيخ النحاتين محمد غني حكمت استعداداً لمؤتمر دول عدم الانحياز الذي كان مقرراً أن يعقد عام 1983 في بغداد ، ونقل نصب دجلة والفرات  إلى مدخل قصر المؤتمرات ،  بعدها تم نقله الى الممر الجانبي لمركز الفنون العامة مبنى وزارة الثقافة الحالي وتقرر نقله الى ساحة الحسنين في بغداد 2022.
نصب دجلة والفرات
الصراع العالمي بين القطبين  للفنان سهيل الهنداوي  الذي صممه بناءً

الصراع العالمي بين القطبين

 على طلب من المهندس Heikki Siren  وهو عمل فني من مادة الستينلس ستيل الخالص، أنجز في احد مشاغل مدينة كالمر في السويد عام 1980 ، تم نصبه عند مدخل قاعة الملوك والرؤساء في مبنى .
أيضاً يحتوي القصر على عدد من الأعمال الفنية التشكيلية تتمثل بالجداريات وعدد من اللوحات أهمها جدارية افقية للفنان فائق حسن تمثل حالة تكامل بين العراق والبيئة العربية والعالمية والبعد عن التطرف الفكري بحسب الثقافات البشرية المختلفة مع الإشارة الى تاريخ العراق وحضارة بلاد الرافدين ودورها المشرق في الحضارات الأخرى.

## استحداث دائرة قصر المؤتمرات
القصر ضُمّ لوزارة الثقافة وشكلت لادارته دائرة سميت  دائرة قصر المؤتمرات   بحسب القرار المرقم 519 لسنة 1981 واستناداً إلى قانون وزارة الثقافة والإعلام رقم 94 لسنة  1981 ، و تشريع تعليمات واهداف الدائرة ومهامها وتقسيماتها المرقم 7 لسنة 1983.
وحسب القرار المشار اليه أعلاه تتمتع الدائرة بالشخصية المعنوية والاستقلال المالي والإداري، وترتبط بوزارة الثقافة والسياحة والآثار.
تهدف الدائرة إلى إدارة قصر المؤتمرات، وتشغيل وصيانة معداته والقيام بكل الأعمال وتقديم الخدمات المطلوبة للمؤتمرات والفعاليات المماثلة التي يُقرر عقدها من خلال توفير وتقديم مختلف الخدمات وفق آلية مُعدة مسبقاً وبإشراف ذا مستوى عال.
آلية تحقيق الأهداف :
- مواكبة التطورات العلمية والخدمية في مجال تنظيم المؤتمرات والعمل على امتلاك كافة الوسائل والاجهزة والمعدات الحديثة التي تملك أغراضها .
- تنمية قابليات وقدرات منتسبيها عن طريق إشراكهم في الدورات والفعاليات والممارسات التدريبية.
- التنسيق مع الجهات المحلية والعربية والأجنبية بشأن برمجة عقد المؤتمرات المزمع عقدها فيها من أجل تأمين نجاحها من كافة الجوانب .
- الاتصال بالجهات المماثلة خارج البلد وإقامة العلاقات معها من أجل التعاون وتبادل الخبرات.
- الانتماء إلى المنظمات الدولية التي تعنى بشؤون عقد المؤتمرات والمساهمة في نشاطاتها بما يُنمي من قدرات وإمكانيات الدائرة في مجال اختصاصها .

## المدراء العامون
| الاسم | الاسم                      | مدة عضوية         | مدة عضوية      |
| ----- | -------------------------- | ----------------- | -------------- |
|       | بدر عبد الله عداي          | 1981              | 2002           |
|       | عبد المجيد كامل عبد اللطيف | 2002              | ستة اشهر 2002  |
|       | خضير أحمد الدليمي          | 2002              | 2003           |
|       | مي جوزيف يعقوب             | 2003              | 2005           |
|       | ياسر نوري الراوي           | ستة اشهر 2006     |                |
|       | ياسمين إبراهيم جميل        | ستة اشهر2006      | ثلاث اشهر 2008 |
|       | علاء أبو الحسن إسماعيل     | 2007              |                |
|       | فلاح حسن شاكر              | 2008              | 2015           |
|       | أكرم عبد الرزاق            | تكليف 3 اشهر 2015 |                |
|       | ليلى خزعل جاسم             | تكليف 3 اشهر 2016 |                |
|       | ياسين طه صادق              | تكليف 3 اشهر 2016 |                |
|       | محمود أسود القره غولي      | 2017              | 2022           |
|       | د. منتصر صباح الحسناوي     | 2022              | ولغاية الان    |

## شعار دائرة قصر المؤتمرات
```
 يتألف من عنصرين أساسيين 
```

النجمة الثمانية نجمة عشتار   شكل استعمل ولا يزال كرمز بدلالات مختلفة في عدد الحضارات القديمة والديانات والثقافات المختلفة، مصدره حضارة بلاد الرافدين.
النخلة ،الشجرة المباركة وهي تمثل الخصب والنماء وتشير إلى السخاء والثراء ومرتكز الارتباط في الأرض والتجذر ولاسيما أرض العراق